# Línea 34 (Movibus)
La línea 34 de la red de autobuses interurbanos de la Región de Murcia (Movibus) une Las Torres de Cotillas con Murcia.

## Características
Fue puesta en servicio el 3 de diciembre de 2021, con la entrada en vigor de la primera fase de Movibus. Heredó parcialmente el recorrido de la línea 41 de LAT.
Desde el 1 de abril de 2022, la línea no realiza parada en las Universidades.
Pertenece a la concesión RMU-003 "Molina de Segura - Murcia", y es operada por Interbus.

## Horarios
| Lunes a viernes laborables              | Lunes a viernes laborables      | Sábados laborables              | Sábados laborables              | Domingos y festivos             | Domingos y festivos             |
| Las Torres de Cotillas > Murcia         | Murcia > Las Torres de Cotillas | Las Torres de Cotillas > Murcia | Murcia > Las Torres de Cotillas | Las Torres de Cotillas > Murcia | Murcia > Las Torres de Cotillas |
| 07:00*                                  | 08:00                           | 07:00                           | 09:00                           | 09:00                           | 11:00                           |
| 09:00                                   | 10:00*                          | 11:00                           | 13:00                           | 13:00                           | 15:00                           |
| 11:00                                   | 12:00                           | 15:00                           | 17:00                           | 17:00                           | 19:00                           |
| 13:00                                   | 14:00*                          | 19:00                           | 21:00                           | 20:00                           | 21:00                           |
| 15:00                                   | 16:00                           |                                 |                                 |                                 |                                 |
| 17:00                                   | 18:00                           |                                 |                                 |                                 |                                 |
| 19:00                                   | 21:00                           |                                 |                                 |                                 |                                 |
| * Pasa por Cabezo Cortado y Extranjería |                                 |                                 |                                 |                                 |                                 |

## Recorrido y paradas

### Sentido Murcia
| Parada                                     | Común con          | Conexiones con tranvía |
| ------------------------------------------ | ------------------ | ---------------------- |
| La Florida 2                               | 14                 |                        |
| La Florida 1                               |                    |                        |
| Gasolinera                                 | 14                 |                        |
| Calle Mula                                 | 14                 |                        |
| Iglesia                                    | 14                 |                        |
| Las Monjas                                 |                    |                        |
| Intermaché                                 | 14                 |                        |
| Los Pulpites                               |                    |                        |
| Parque de Las Palmeras                     | 14                 |                        |
| Avenida Media Legua                        | 14                 |                        |
| C.C. Myrtea                                | 31                 |                        |
| Cabezo Cortado II                          | 31 32A 36          |                        |
| Extranjería                                | 31 32A 36          |                        |
| Cruce del Puntal                           | 31 32A 35 36 37 38 | Cruce del Puntal       |
| Nuevos Juzgados                            | 31                 |                        |
| Senda de Granada                           | 31 32A 36 38       |                        |
| Carrefour Zaraiche - Juan Carlos I (Impar) | 31 32A 36 38       |                        |
| Biblioteca-Pabellón (Impar)                | 31 32A 35 36 37 38 | Biblioteca Regional    |
| Barnés (Impar)                             | 31 32A 35 36 37 38 | Juan Carlos I          |
| Cajamurcia (Pza. Circular)                 | 21B 37             | Plaza Circular         |
| Avda. Constitución, 5                      | 21B 37             |                        |
| Santa Isabel                               | 21B 37             |                        |
| Alameda de Colón, 11                       |                    |                        |
| Estación de Autobuses de Murcia            | 31 32A 36          |                        |

### Sentido Las Torres de Cotillas
| Parada                                   | Común con              | Conexiones con tranvía |
| ---------------------------------------- | ---------------------- | ---------------------- |
| Estación de Autobuses de Murcia          | 31 32A 36              |                        |
| San Antón, 24                            |                        |                        |
| Primo de Rivera, 19                      | 31 32A 36              |                        |
| Plaza Circular, 14                       | 21B 31 32A 35 36 37 38 | Plaza Circular         |
| Barnés (Par)                             | 31 32A 35 36 37 38     | Juan Carlos I          |
| Biblioteca-Pabellón (Par)                | 31 32A 35 36 37 38     | Biblioteca Regional    |
| Carrefour Zaraiche - Juan Carlos I (Par) | 32A 36 38              |                        |
| Senda de Granada                         | 31 32A 38              |                        |
| Cruce del Puntal                         | 31 32A 35 36 37 38     | Cruce del Puntal       |
| Extranjería                              | 31 32A 36              |                        |
| Cabezo Cortado II                        | 31 32A 36              |                        |
| C.C. Myrtea - Diego Marín                | 31 35 37               |                        |
| Avenida Media Legua                      | 14                     |                        |
| Parque de Las Palmeras                   | 14                     |                        |
| Los Pulpites                             |                        |                        |
| Intermaché                               | 14                     |                        |
| Las Monjas                               |                        |                        |
| Iglesia                                  | 14                     |                        |
| Calle Mula                               | 14                     |                        |
| Gasolinera                               | 14                     |                        |
| La Florida 1                             |                        |                        |
| La Florida 2                             | 14                     |                        |